# سام كيم
سام كيم (بالإنجليزية: Sam Kim)‏ هو كاتب أغاني ومغني أمريكي، ولد في 19 فبراير 1998 في فيدرال واي في الولايات المتحدة.

## وصلات خارجية
- الموقع الرسمي
- سام كيم على موقع ميوزك برينز (الإنجليزية)